# Emanuel Bin-Gorion
Emanuel Bin-Gorion (verschiedene Namensschreibweisen) (hebräisch עמנואל בִּן גָּרְיוֹן; geboren als Emanuel Berditschewski, hebräisch עמנואל ברדיצ'בסקי; 18. Juni 1903 in Breslau; gestorben 10. Juni 1987 in Cholon, Israel) war ein deutsch-israelischer Schriftsteller und Übersetzer.

## Leben
Emanuel Berditschewski war ein Sohn des jüdischen Schriftstellers Micha Josef Berditschewski (1865–1921), dieser war 1890 aus Russland nach Deutschland gekommen. Seine Mutter war die Zahnärztin Rahel Ramberg (1879–1955), die aus dem zum Russischen Kaiserreich gehörigen Litauen stammte.
Die Familie Berditschewski zog 1911 nach Berlin, damit verbunden war die Namensänderung in Bin-Gorion. Dort absolvierte er ein humanistisches Gymnasium und studierte zwischen 1923 und 1928 an der Berliner Universität Alte Geschichte und Religionsgeschichte ohne einen formalen Abschluss zu erwerben. Mit seiner Mutter gab er Schriften aus dem Nachlass seines Vaters heraus. Seine Literaturkritiken erschienen in der Zeitschrift Das Tage-Buch. Er arbeitete als Sekretär der Zentralredaktion der deutschsprachigen Encyclopaedia Judaica (1928–1934). Nach der Machtübergabe an die Nationalsozialisten 1933 blieb er zunächst noch in Deutschland. 1934 fungierte er als Mitherausgeber des Philo-Lexikons.
Bin-Gorion floh 1936 nach Palästina und schrieb fortan hauptsächlich in Hebräisch. Er schrieb Literaturkritiken für die Tageszeitung Davar. Von 1945 bis 1967 war er als Bibliothekar bei der Stadtbibliothek in Tel Aviv beschäftigt und seit 1956 Kustos der abessinologischen Sammlung Jacques Faitlovitch. Bin-Gorion heiratete die Tänzerin Deborah Bertonoff (1915–2010), sie hatten einen Sohn, der bereits 1972 starb. Ab 1966 lebte er in Cholon.

## Schriften (Auswahl)

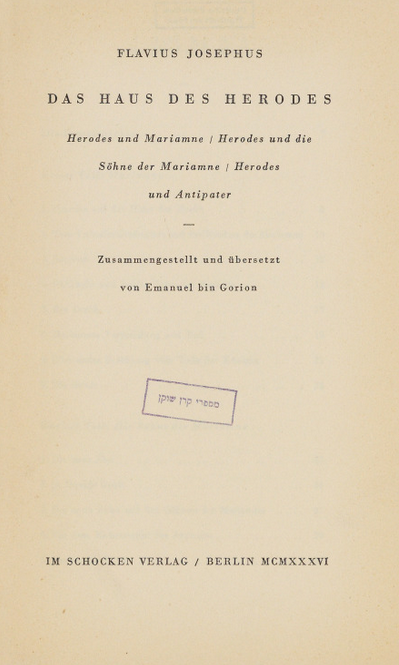
Flavius Josephus Herodes (1936)

- Emanuel bin Gorion, Alfred Loeven, Otto Neuburger, Hans Oppenheimer (Hrsg.): Philo-Lexikon. Handbuch des jüdischen Wissens. Berlin : Philo Verlag, 1935
- Rahel Gorion, Emanuel bin Gorion: Vom Garten Eden, der Arche Noah und dem weisen König Salomo. 77 Geschichten von Pflanzen und Tieren. Neu erzählt von Rahel und Emanuel bin Gorion. Berlin : Schocken, 1935
- Flavius Josephus: Das Haus des Herodes. Zusammengestellt und übersetzt von Emanuel bin Gorion. Berlin : Schocken, 1936
- Jehuda Burla: In den Sternen geschrieben : eine Erzählung. Übersetzung Emanuel Bin-Gorion. Berlin : Schocken, 1937
- (Hrsg.): Das Leben des Flavius Josephus : aus seinen eigenen Aufzeichnungen. Zusammengestellt und übersetzt von Emanuel Bin Gorion. Berlin : Schocken, 1937
- Das siebenfache Licht. Gestalten und Stoff des Judentums in der deutschen Dichtung. Ein Lesebuch. Berlin, 1938
- Micha Josef Bin-Gorion: Der Born Judas. Neu hrsg. und mit einem Nachwort versehen von Emanuel Bin-Gorion. Wiesbaden : Insel-Verlag, 1959
- Der Mandelstab : jüdische Geschichten aus drei Jahrtausenden. Hrsg. und übers. von Emanuel Bin Gorion. Freiburg im Breisgau : Walter, 1963
- K. Schabbetai: Wie Schafe zur Schlachtbank? Übersetzung Emanuel Bin Gorion. Beit-Dagon : Verla. "Keschew", 1965
- (Hrsg.): Geschichten aus dem Talmud. Übersetzung Emanuel Bin Gorion. Frankfurt am Main : Insel-Verlag, 1966
- John F. Oppenheimer, Emanuel bin Gorion (Hrsg.): Lexikon des Judentums. Gütersloh : Bertelsmann-Lexikon-Verlag, 1967